# Lista de episódios de Orphan Black
Orphan Black é uma série de ficção científica canadense que estreou em 30 de março de 2013 no canal Space. A série foi criada por Graeme Manson e John Fawcett, estrelando Tatiana Maslany como todas as clones. O resto do elenco conta com Dylan Bruce, Jordan Gavaris, Kevin Hanchard, Michael Mando, Maria Doyle Kennedy, Évelyne Brochu, Ari Millen, Kristian Bruun, e Josh Vokey.
Até 13 de agosto de 2017, 50 episódios de Orphan Black foram transmitidos, concluindo a quinta temporada. Em 16 de junho de 2016, a série foi renovada para uma quinta e última temporada, tendo 10 episódios que foram transmitidos semanalmente desde 10 de junho de 2017.

## Resumo
| Temporada | Temporada | Episódios | Episódios | Originalmente exibido | Originalmente exibido |
| Temporada | Temporada | Episódios | Episódios | Estreia da temporada  | Final da temporada    |
| --------- | --------- | --------- | --------- | --------------------- | --------------------- |
|           | 1         | 10        | 10        | 30 de março de 2013   | 1 de junho de 2013    |
|           | 2         | 10        | 10        | 19 de abril de 2014   | 21 de junho de 2014   |
|           | 3         | 10        | 10        | 18 de abril de 2015   | 20 de junho de 2015   |
|           | 4         | 10        | 10        | 14 de abril de 2016   | 16 de junho de 2016   |
|           | 5         | 10        | 10        | 10 de junho de 2017   | 12 de agosto de 2017  |

## Episódios

### 1.ª temporada (2013)
Todos os títulos dos episódios da primeira temporada foram retirados do livro A Origem das Espécies de Charles Darwin.
| N.º na série | N.º na temp. | Título                                 | Dirigido por   | Escrito por   | Exibição original   | Cód. de produção | Audiência nos EUA (milhões) |
| --- | ------------ | -------------------------------------- | -------------- | ------------- | ------------------- | ---------------- | --------------------------- |
| 1 | 1            | "Natural Selection"                    | John Fawcett   | Graeme Manson | 30 de março de 2013 | 224086-1         | 0.684                       |
| A malandra britânica Sarah Manning vê uma mulher idêntica a ela, Beth Childs, se matar pulando na frente de um trem. Sarah rouba a bolsa de Beth e acha que ela está com uma boa vida, decide tomar o lugar dela e limpar a conta bancária de Beth para ela (Sarah) poder pegar sua filha Kira de sua mãe adotiva, Siobhan Sadler, a quem Sarah chama de Sra. S. Sarah pede a seu irmão adotivo Felix Dawkins para identificar o corpo de Beth, como forma de Sarah ganhar tempo para seu esquema e tirar seu namorado traficante de drogas Victor Schmidt do seu caminho. Sarah retira US$75,000 da conta de Beth, mas descobre que Beth é uma detetive policial suspensa por atirar em Maggie Chen. O parceiro de Beth, Arthur Bell ("Art") segue "Beth", entra no carro, e pega os US$ 75,000. Sarah é abordada por Katja Obinger, outra sósia da Alemanha. Katja é morta por um atirador, mas Sarah consegue escapar. |              |                                        |                |               |                     |                  |                             |
| 2 | 2            | "Instinct"                             | John Fawcett   | Graeme Manson | 6 de abril de 2013  | 224086-2         | 0.409                       |
| Sarah é contactada por uma mulher que instrui ela a descartar o corpo de Katja e recuperar a maleta. Art diz a Sarah que ele tem os US$75,000, e não vai devolvê-lo até que ela testemunhe no inquérito sobre o tiroteio de Maggie Chen e limpar seu nome. Parece que Art colocou um celular na mão de Maggie Chen para parecer que Beth tinha baleado Maggie em legítima defesa, e ele não queria que ela fosse embora. Sarah aparece como Katja para pegar a maleta do hotel. Dentro da maleta, ela encontra provas de mais sósias, uma das quais é Alison Hendrix, uma dona de casa. Sarah recebe Alison para marcar uma reunião onde ela encontra outra sósia, a estudante de biologia evolutiva do desenvolvimento Cosima Niehaus, a mulher que falou com ela no telefone. |              |                                        |                |               |                     |                  |                             |
| 3 | 3            | "Variation Under Nature"               | David Frazee   | Graeme Manson | 13 de abril de 2013 | 224086-3         | 0.350                       |
| Alison diz a Sarah que são clones. Na maleta, Sarah e Felix descobriram que três dos clones que Katja encontrou já estavam mortos. Sarah vai à delegacia de polícia para pedir a pelo dinheiro de volta a Art, apenas para ser reintegrada como detetive policial e redigida para cobrir o assassinato de Katja. Preocupada com o fato de suas impressões digitais serem idênticas às de Katja, ela as exclui do registro. Art e Sarah rastreiam o assassino, que começa a atirar neles. Sarah salva vida da Art, e em seguida persegue o atirador, apenas para descobrir que o assassino é outra clone, Helena, uma ucraniana. Sarah acerta Helena, mas Helena escapa. Art devolve o dinheiro para Sarah, que dá volta para Alison, que tinha fornecido a Beth para ajudar com sua investigação sobre os acontecimentos. |              |                                        |                |               |                     |                  |                             |
| 4 | 4            | "Effects of External Conditions"       | Grant Harvey   | Karen Walton  | 20 de abril de 2013 | 224086-4         | 0.361                       |
| Sarah e Art continuam a procurar o assassino, enquanto Sarah tenta encobrir que tanto o assassino como a vítima são suas irmãs clones. A polícia acredita que o assassino é um cristão fundamentalista, enquanto Cosima deduz que o grupo afiliado a Helena acredita que os clones são abominações e devem ser mortos. Helena mantém um olhar atento sobre a Sarah e o caso, colocando a capa de Sarah está em perigo. A Sra. S permite que Sarah visite Kira, mas já que Sarah está ocupada trabalhando no caso, Felix pede a Alison para representar Sarah, caso contrário, a Sra. S nunca permitiria que ela reveja Kira. No entanto, Alison está chocada ao descobrir que Kira sabe que ela não é a Sarah. Helena atrai Sarah para o apartamento de Maggie Chen, onde é revelado que Maggie trabalhou para o mesmo grupo que Helena trabalha; Beth realmente matou Maggie para proteger as clones. Sarah permite que Helena escape antes que Art chegue, e Sarah sai da polícia. |              |                                        |                |               |                     |                  |                             |
| 5 | 5            | "Conditions of Existence"              | TJ Scott       | Alex Levine   | 27 de abril de 2017 | 224086-5         | 0.327                       |
| Depois de acordar de um suposto sonho, onde ela foi testada, Sarah cuspiu um eletrodo de sua boca. Os clones logo descobrem que eles têm monitores, pessoas em suas vidas, cuja finalidade é observá-los. Sarah suspeita que o namorado de Beth, Paul Dierden, seja seu monitor, enquanto Alison suspeita de seu marido, Donnie. Enquanto isso, Vic vem através de um encontro casual com Alison e descobre que Sarah fingiu sua morte. Em resposta, Sarah paga a Vic $20,000 para deixá-la em paz, $15,000 para pagar suas dívidas atrasadas por seu roubo e US$5,000 para pagar sua "dor e sofrimento" devido à perda de seu dedo sobre as dívidas não pagas. Sarah e Felix espiam o local de trabalho de Paul, mas o que eles não sabem, é que Paul seguiu Sarah caminhando com Kira de casa para escola. Paul também descobre que a cicatriz de "Beth" desapareceu. Depois de chamar Sarah para encontrá-lo em sua casa, Paul segura Sarah, a aponta uma arma e exige uma explicação, levando Sarah dizer que Beth está morta. Quando Sarah pergunta a Paul por que ele está monitorando ela, Paul admite que ele não sabe. |              |                                        |                |               |                     |                  |                             |
| 6 | 6            | "Variations Under Domestication"       | John Fawcett   | Will Pascoe   | 4 de maio de 2013   | 224086-6         | 0.340                       |
| Alison compra uma babá eletrônica e descobre que Donnie anda saindo escondido durante a noite. Paranoica, Alisson o amarra numa cadeira durante a festa do bairro em sua casa. Sarah se finge de Alison para questionar Donnie, que diz que estava escondendo cartas de uma garota que ele namorou quando ele e Alison se separaram. Paul segue Sarah, agora ele sabe sobre os clones. Ele também ajuda Sarah a se livrar de Vic quando ele continua sendo um incômodo para ela. Felix suspeita que a vizinha de Alison, Aynsley Norris, seja a monitora atual. Enquanto isso, Cosima é abordada por Delphine Cormier, uma estudante. Cosima suspeita Delphine de ser seu monitor, mas vai com ela para uma palestra dada pelo Dr. Aldous Leekie do Instituto Dyad, um proponente da "neovolução" (uso da tecnologia para promover a evolução humana). Mais tarde, revela-se que Delphine e Leekie são amantes. |              |                                        |                |               |                     |                  |                             |
| 7 | 7            | "Parts Developed in an Unusual Manner" | Brett Sullivan | Tony Elliott  | 11 de maio de 2013  | 224086-7         | 0.280                       |
| Paulo é questionado por seu manipulador, Olivier Duval, em relação ao comportamento de Beth. Embora Paul tenta encobrir o fato de Sarah estar fingindo ser como a Beth, os neovolutionistas descobrem a verdade depois de verificar os resultados de experiências com ela. Os neoevolucionistas também acreditam que Sarah é a assassina dos outros clones. Enquanto isso, Helena é tratada por seu mestrw, Tomas, que ordena-lhe para matar a Sarah. Embora ela pareça contrária em fazer a tarefa, ela implora a Sarah para revelar os nomes das outras clones. Mais tarde, Sarah convida Helena para ajudar a libertar Paul, que está preso na boate de Olivier, chamado "Neolution". Paul e Sarah escondem-se no sótão de Felix para evitar os neovolucionistas. A polícia continua a investigar o corpo de Katja e fica perplexa ao encontrar uma combinação de DNA entre o corpo e o assassino, e as impressões digitais de Katja também combinam com as de Beth. |              |                                        |                |               |                     |                  |                             |
| 8 | 8            | "Entangled Bank"                       | Ken Girotti    | Karen Walton  | 18 de maio de 2013  | 224086-8         | 0.367                       |
| Paul chantageia Olivier para dizer a Leekie que havia apenas uma clone que atacou, Helena. Leekie diz a Paul que ele tem um novo emprego para ele, e depois prepara Olivier para ser morto. Delphine diz a Leekie que Cosima fez se comunicou com ele, e ele força Delphine para descobrir quantas clones Cosima teve contato. Cosima e Delphine dormem juntos e em seguida Delphine a espia, dando os nomes das clones a Leekie, mas deixando de mencionar a Kira. A arte vai ao necrotério para verificar o corpo de "Sarah", e isso o leva a Felix. Eles questionam Felix e percebem que ele é o único que fez um chamado anônimo para Art com informações sobre Beth. Alison se vinga de Aynsley, a quem ela suspeita de ser sua monitora, fazendo sexo com o marido dela, Chade. Aynsley descobre e confronta Alison, e as duas brigam. Sarah apresenta Alison à Sra. S e conta a ela sobre as clones. Enquanto eles conversam, Kira encontra Helena na porta da frente e a segue para a rua. Kira é muito gentil com Helena, mas quando ela ouve o chamado de sua mãe, Kira vai encontrá-la e é atingida por um carro. |              |                                        |                |               |                     |                  |                             |
| 9 | 9            | "Unconscious Selection"                | TJ Scott       | Alex Levine   | 25 de maio de 2013  | 224086-9         | 0.253                       |
| Kira é levada ao hospital, onde parece que ela se curou mais rápido. Alison volta a casa para descobrir que Aynsley está segurando uma intervenção em relação ao seu comportamento e adições passadas. Sob o encorajamento do Felix, Alison vira o jogo pelo exame de Aynsley. Art encontra cenas da câmera de segurança da estação de trem onde Beth cometeu suicídio e descobre que Sarah roubou sua identidade. Cosima descobre que Delphine vazou os nomes das clones para Leekie e a confronta. Delphine revela que ela conhece a existência de Kira, mas decidiu não contar a Leekie, sabendo que sua vida poderia entrar em perigo caso ele a conhecesse (Kira é a única criança biológica conhecida de um clone). Sarah encontra-se com Leekie, que quer que ela salve Helena dos Proletheans, os extremistas que a doutrinam. Tomas puniu Helena por desafiar ordens, mas mais tarde ela foi resgatada por Sarah e se virou contra Tomas. Mais tarde, eles retornam à Sra. S, que alcançou seus contatos na Inglaterra e se encontra com Amelia, a mãe biológica de Sarah. Amelia revela que ela deu ela e fugiu depois de perceber que ela era uma barriga de aluguel para os cientistas do Dyad. Além disso, Amélia deu à luz gêmeos; Helena é a irmã gêmea de Sarah.                  |              |                                        |                |               |                     |                  |                             |
| 10 | 10           | "Endless Forms Most Beautiful"         | John Fawcett   | Graeme Manson | 1 de junho de 2013  | 224086-10        | 0.376                       |
| Quando Amelia conhece Helena, a polícia chega para prender Sarah, enquanto Helena escapa. Sarah está prestes a contar a história inteira de Art, mas é libertada por Daniel Rosen, um agente da Dyad. Sarah é trazida para Rachel Duncan, um aclone de alto cargo e poder na organização Dyad, que oferece proteção Sarah e Kira. Leekie também oferece o mesmo para Alison e Cosima, pois Cosima começa a exibir sintomas de uma doença respiratória que Katja teve. Alison confronta Aynsley uma última vez, terminando com Alison assistindo Aynsley acidentalmente sufocar no seu próprio cachecol. Amélia diz a uma mulher fingindo ser Sarah que a Sra. S é não é quem ela diz ser, mas esta "Sarah" é na verdade a Helena, que apunhala Amelia, a culpando por entregá-la aos Proletheans. Quando Sarah encontra o corpo, ela atira em Helena. Alison assina o documento de Leekie, enquanto Sarah vai encontrar Rachel, planejando assinar também. No entanto, a caminho, Cosima e Delphine decifram um código dentro do genoma das clones: "este organismo e o material genético derivado são de propriedade intelectual restrita". Cosima adverte Sarah, a deixar o Dyad sem assinar o contrato. Ela retorna e descobrre que a casa da Sra. S foi saqueada, Kira e Sra. S foram embora. |              |                                        |                |               |                     |                  |                             |

### 2.ª temporada (2014)
Todos os títulos da segunda temporada foram retirados das obras de Sir Francis Bacon.
| N.º na série | N.º na temp. | Título                                             | Dirigido por   | Escrito por                  | Exibição original   | Cód. de produção | Audiência nos EUA (milhões) |
| --- | ------------ | -------------------------------------------------- | -------------- | ---------------------------- | ------------------- | ---------------- | --------------------------- |
| 11 | 1            | "Nature Under Constraint and Vexed"                | John Fawcett   | Graeme Manson                | 19 de abril de 2014 | 224086-11        | 0.620                       |
| Sarah procura a sua filha desaparecida e suspeita que Rachel, a Pro-clone, está por detrás do desaparecimento. Entretanto, Alison lida com a sua escolha. |              |                                                    |                |                              |                     |                  |                             |
| 12 | 2            | "Governed by Sound Reason and True Religion"       | John Fawcett   | Karen Walton & Graeme Manson | 26 de abril de 2014 | 240278           | 0.718                       |
| Enquanto Alison sofre com a morte de Aynsley e os sintomas da doença misteriosa de Cosima pioram, Sarah pede ajuda a Art para encontrar Kira e fica chocada quando descobre para onde as pistas a levam. |              |                                                    |                |                              |                     |                  |                             |
| 13 | 3            | "Mingling Its Own Nature With It"                  | TJ Scott       | Alex Levine                  | 3 de maio de 2014   | 224086-13        | 0.450                       |
| Depois de se lançar à estrada com Felix, Sarah é forçada a procurar um fantasma do seu passado, um antigo namorado chamado Cal Morison. Sarah percebe rapidamente que não importa o quanto ela corra, nunca será suficiente. |              |                                                    |                |                              |                     |                  |                             |
| 14 | 4            | "Governed as It Were by Chance"                    | David Frazee   | Russ Cochrane                | 10 de maio de 2014  | 224086-12        | 0.484                       |
| Sarah volta para casa à procura de respostas. Com a ajuda de Cosima, investiga a origem da experiência com clones. A investigação leva-a até ao centro de tudo, porém, sair de lá pode custar mais do que ela imagina. |              |                                                    |                |                              |                     |                  |                             |
| 15 | 5            | "Ipsa Scientia Potestas Est"                       | Helen Shaver   | Tony Elliott                 | 17 de maio de 2014  | 224086-14        | 0.510                       |
| Rachel fica em estado de fúria, descarregando em todos aqueles com quem Sarah se preocupa. Enquanto Sarah os tenta proteger, uma visita inesperada ameaça virar os planos de Sarah do avesso. |              |                                                    |                |                              |                     |                  |                             |
| 16 | 6            | "To Hound Nature in Her"                           | Brett Sullivan | Chris Roberts                | 24 de maio de 2014  | 224086-15        | 0.541                       |
| Sarah une forças com um aliado inesperado e pouco confiável, seguindo pistas que ela espera que a levem à origem das experiências com clones. Entretanto, Cosima e Delphine fazem uma descoberta que pode ser a chave para tratar a doença da clone. Para completar, Alison encontra uma companhia desagradável na reabilitação. |              |                                                    |                |                              |                     |                  |                             |
| 17 | 7            | "Knowledge of Causes, and Secret Motion of Things" | Ken Girotti    | Aubrey Nealon                | 31 de maio de 2014  | 224086-16        | 0.497                       |
| Quando um confidente da reabilitação trai Alison e ameaça expor a verdade sobre a morte de Aynsley, ela descontrola-se durante o dia das visitas familiares. Para a ajudar, será necessária uma reunião de clones. |              |                                                    |                |                              |                     |                  |                             |
| 18 | 8            | "Variable and Full of Perturbation"                | John Fawcett   | Karen Walton                 | 7 de junho de 2014  | 224086-17        | 0.576                       |
| Um novo jogador na conspiração dos clones chega à porta de Felix, o que o coloca em modo de crise. Enquanto Cosima fica quase sem opções, Sarah luta com a decisão de abdicar de uma vantagem ao fazer um acordo com a Dyad. |              |                                                    |                |                              |                     |                  |                             |
| 19 | 9            | "Things Which Have Never Yet Been Done"            | TJ Scott       | Alex Levine                  | 14 de junho de 2014 | 224086-18        | 0.613                       |
| Cosima piora, forçando Sarah a fazer ação desesperadas que resultam em consequências trágicas para as pessoas que ela ama. Os Proletheans põe o seu grande plano em ação enquanto Alison e Donnie se entrelaçam com a lei. |              |                                                    |                |                              |                     |                  |                             |
| 20 | 10           | "By Means Which Have Never Yet Been Tried"         | John Fawcett   | Graeme Manson                | 21 de junho de 2014 | 224086-19        | 0.538                       |
| A guerra contra a Dyad parece perdida quando o último plano de Rachel força Sarah a perder. O clube dos clones entra em ação, unindo-se numa tentativa desesperada de salvar Sarah. Enquanto luta para conquistar a sua liberdade, Sarah depara-se com um novo aliado e descobre uma assustadora nova dimensão da conspiração.   |              |                                                    |                |                              |                     |                  |                             |

### 3.ª temporada (2015)
Todos os títulos da terceira temporada foram retirados do discurso de despedida de Dwight Eisenhower. O primeiro episódio estreou nos cinco canais da AMC Networks–BBC America, AMC, IFC, SundanceTV e WE tv–que receberam 1.27 milhões de telespectadores acumulados nos cinco canais. Da mesma forma, no Canadá, a estreia da temporada foi em transmissão simultânea nos canais Space, CTV, Bravo, e MTV Canada.
| Nº geral | Nº na temporada | Título                                         | Diretor         | Escritor                      | Data da transmissão original | Audiência nos EUA (em milhões) |
| -------- | --------------- | ---------------------------------------------- | --------------- | ----------------------------- | ---------------------------- | ------------------------------ |
| 21       | 1               | "The Weight of This Combination"               | David Frazee    | Graeme Manson                 | 18 de abril de 2015          | 0.535                          |
| 22       | 2               | "Transitory Sacrifices of Crisis"              | John Fawcett    | Aubrey Nealon                 | 25 de abril de 2015          | 0.420                          |
| 23       | 3               | "Formalized, Complex, and Costly"              | John Fawcett    | Chris Roberts                 | 2 de maio de 2015            | 0.443                          |
| 24       | 4               | "Newer Elements of Our Defence"                | Chris Grismer   | Russ Cochrane                 | 9 de maio de 2015            | 0.406                          |
| 25       | 5               | "Scarred by Many Past"                         | David Frazee    | Alex Levine                   | 16 de maio de 2015           | 0.460                          |
| 26       | 6               | "Certain Agony of the Battlefield"             | Helen Shaver    | Aubrey Nealon                 | 23 de maio de 2015           | 0.393                          |
| 27       | 7               | "Community of Dreadful Fear and Hate"          | Ken Girotti     | Sherry White                  | 30 de maio de 2015           | 0.372                          |
| 28       | 8               | "Ruthless in Purpose, and Insidious in Method" | Aaron Morton    | Graeme Manson & Chris Roberts | 6 de junho de 2015           | 0.522                          |
| 29       | 9               | "Insolvent Phantom of Tomorrow"                | Vincenzo Natali | Russ Cochrane                 | 13 de junho de 2015          | 0.401                          |
| 30       | 10              | "History Yet to Be Written"                    | John Fawcett    | Graeme Manson                 | 20 de junho de 2015          | 0.428                          |

### 4.ª temporada (2016)
Todos os títulos da quarta temporada foram retirados das obras de Donna Haraway.
| Nº geral | Nº na temporada | Título                              | Diretor          | Escritor                              | Data da transmissão original | Audiência nos EUA (em milhões) |
| -------- | --------------- | ----------------------------------- | ---------------- | ------------------------------------- | ---------------------------- | ------------------------------ |
| 31       | 1               | "The Collapse of Nature"            | John Fawcett     | Graeme Manson                         | 14 de abril de 2016          | 0.229                          |
| 32       | 2               | "Transgressive Border Crossing"     | John Fawcett     | Russ Cochrane                         | 21 de abril de 2016          | 0.271                          |
| 33       | 3               | "The Stigmata of Progress"          | Ken Girotti      | Aubrey Nealon                         | 28 de abril de 2016          | 0.242                          |
| 34       | 4               | "From Instinct to Rational Control" | Peter Stebbings  | Alex Levine                           | 5 de maio de 2016            | 0.218                          |
| 35       | 5               | "Human Raw Material"                | David Wellington | Kate Melville                         | 12 de maio de 2016           | 0.223                          |
| 36       | 6               | "The Scandal of Altruism"           | Grant Harvey     | Chris Roberts                         | 19 de maio de 2016           | 0.248                          |
| 37       | 7               | "The Antisocialism of Sex"          | David Frazee     | Nikolijne Troubetzkoy & Graeme Manson | 26 de maio de 2016           | 0.258                          |
| 38       | 8               | "The Redesign of Natural Objects"   | Aaron Morton     | Peter Mohan                           | 2 de junho de 2016           | 0.245                          |
| 39       | 9               | "The Mitigation of Competition"     | David Frazee     | Alex Levine                           | 9 de junho de 2016           | 0.291                          |
| 40       | 10              | "From Dancing Mice to Psychopaths"  | John Fawcett     | Graeme Manson                         | 16 de junho de 2016          | 0.325                          |

### 5.ª temporada (2017)
Todos os títulos da quinta temporada foram tirados do poema "Protest" de Ella Wheeler Wilcox.
| N.º na série | N.º na temp. | Título                                     | Dirigido por     | Escrito por                           | Exibição original    | Cód. de produção | Audiência nos EUA (milhões) |
| --- | ------------ | ------------------------------------------ | ---------------- | ------------------------------------- | -------------------- | ---------------- | --------------------------- |
| 41 | 1            | "The Few Who Dare"                         | John Fawcett     | Graeme Manson                         | 10 de junho de 2017  | 224086-40        | 0.278                       |
| Sarah encontra Cosima em Revival, uma vila civilizada na Ilha. Revival escolhe seus moradores para o melhoramento da ciência. Cosima decide ficar lá para ajudar o avanço da medicina, depois de ver a ferida de bala de Delphine, cura quase completamente. Rachel torna-se o porta-voz da P.T. Westmoreland. Felix e Ira tentam entrar em contato com M.K. Siobhan parece lutar contra Ferdinand com um saca-rolhas. Art recebe uma novo parceiroa, Alison é capturada pela parceira do Art que está tentando encontrar Helena. Donnie e Helena não são capturados, mas Helena foi esfaqueada no estômago. Sarah tenta fugir da ilha, mas é capturada por Rachel. |              |                                            |                  |                                       |                      |                  |                             |
| 42 | 2            | "Clutch of Greed"                          | John Fawcett     | Jeremy Boxen                          | 17 de junho de 2017  | 224086-41        | 0.225                       |
| Com Sarah e sua família capturadad pela Neovoluçã, Rachel oferece para deixá-los viverem em paz enquanto Kira se submete a testes ocasionais. Recusando-se a permitir isso, Sarah, Felix e Siobhan conspiram com M.K. Para recuperar Kira da escola antes que Rachel e Ferdinand possam pegá-la. Seu plano é bem sucedido, mas M.K. Fica atrás no sótão de Felix para distrair Ferdinand, que a mata brutalmente. Percebendo a morte de M. K., Kira obriga Sarah a levá-la de volta a Rachel para testar para que ela possa se entender. Enquanto isso, Donnie leva Helena para o hospital, onde seus bebês não nascidos se curam rapidamente. Suspeita de que a médica que a trata possa ser neovolucionista, Helena a ataca e foge. Na ilha, Cosima conhece o P.T. Westmoreland. |              |                                            |                  |                                       |                      |                  |                             |
| 43 | 3            | "Beneath Her Heart"                        | David Wellington | Alex Levine                           | 24 de junho de 2017  | 224086-42        | 0.208                       |
| Lutando com seus sentimentos de inutilidade para suas irmãs, Alison é excluida nas celebrações da festa de seu bairro e sua culpa pela morte de Aynsley ressurge quando Chad aparece na festa, que a faz ter uma recaída e a receber ajuda com Ramone com drogas. Enquanto isso, Art é forçado a ajudar sua parceira a procurar a casa de Alison e plantar evidências que a aponte para o assassinato de Pouchie; Em vez disso, sua parceira descobre os cadáveres de Leekie e Rudy de baixo da garagem. Donnie desmaia ao executar uma dança escocesa de terras altas no palco, depois de consumir acidentalmente uma bebida que Alison colocou com analgésicos. Alison repreende a multidão assistida por sua hipocrisia ao criticar ela e seu marido, lembrando-lhes que a maioria deles comprou drogas dela. Ela então enfrenta Rachel e exige que ela mande a polícia deixar a casa dela, apontando que uma investigação sobre o assassinato de Leekie levará atenção indesejada para a Neovolução e levará Rachel a problemas com a Westmoreland. Alison mais tarde decide sair por um tempo, com a permissão de Donnie.                                                      |              |                                            |                  |                                       |                      |                  |                             |
| 44 | 4            | "Let the Children & the Childbearers Toil" | David Wellington | Greg Nelson                           | 1 de julho de 2017   | 224086-43        | 0.277                       |
| Frustrada, Kira não vai contar o que ela faz com a Rachel, Sarah irritada é tida por Siobhan para seu caminho em um hospital psiquiátrico para ver um paciente que tem informações sobre Westmoreland. Visitando Helena em um convento ao longo do caminho, Helena diz a Sarah que a conexão de Kira com os Ledas é especial e Kira terá que lidar com o que os clones fazem. A paciente é a Dra. Virginia Coady, drogada e escondida por Susan Duncan para mantê-la longe de Westmoreland. Antes que o trabalho de clonagem começasse, Coady e Westmoreland empurraram um garoto com um genoma perfeito até os protestos de Susan começarem. Adele retorna tendo aprendido sobre as clones de Siobhan e recruta Felix para ir à Suíça acompanhando as empresas da Neoevolução com ela. Susan acorda na ilha, Westmoreland precisa de sua mente científica para os dados da Kira, mas Rachel ainda está no comando do projeto. Cosima segue a lama ao redor, eventualmente, o garoto perfeito agora é um adulto selvagem que vive na floresta. |              |                                            |                  |                                       |                      |                  |                             |
| 45 | 5            | "Ease for Idle Millionaires"               | Helen Shaver     | Jenn Engels                           | 8 de julho de 2017   | 224086-44        | 0.271                       |
| Delphine volta para a ilha, mas se recusa a contar a Cosima sobre o plano final e elas aceitam as falhas em seu relacionamento. Westmoreland injeta a cura em Rachel. Cosima percebe que o homem na floresta, Yanis, tem um fator de cura. Em um jantar realizado por Westmoreland, Susan admite tentar dar aos clones, mas acabou passando para Kira. O plano de Westmoreland é ter os óvulos de Kira colhidos para 1300 fetos, com isso pode controlar o fator de cura. Ira começa a fraquejar. Cosima é reconhece que a imortalidade de Westmoreland é uma mentira e é por isso que ele realmente quer usar Kira. Westmoreland mata Yanis e tranca Cosima em sua jaula. Enquanto isso, Sarah oferece ser mais honesta com Kira se ela explicar mais sobre sua ligação com os clones Leda; Kira quer ser uma malandra como sua mãe. Delphine vai para a Suíça, mas adverte Siobhan que Kira está ficando sem tempo. |              |                                            |                  |                                       |                      |                  |                             |
| 46 | 6            | "Manacled Slim Wrists"                     | Grant Harvey     | David Bezmozgis                       | 15 de julho de 2017  | 224086-45        | 0.236                       |
| Krystal e sua colega de quarto Brie tropeçam em um esquema Dyad, atualmente envolvida em cosméticos e o plano para Kira. Sarah e Art são obrigadas a assistir quando Krystal se encarrega de buscar respostas. A Neoevoluçãn quer espalhar os genes de Kira para as pessoas através de produtos dermatológicos. Rachel é temporariamente enganada em deixar Kira ficar em casa, mas a leva de Siobhan depois de uma ligação de Westmoreland. Siobhan adverte a Rachel que precisará de ajuda um dia. Enquanto isso na ilha, o Dr. Coady retorna para o desgosto de Susan e, uma vez que Susan aprende que Westmoreland está tomando o sangue das crianças para prolongar sua própria vida, ela se prepara para matá-lo. Cosima e Ira persuadem Mud para ajudá-los a matar Westmoreland, mas ela recua. Cosima e Charlotte se afastam depois que Cosima mostra a imortalidade dos aldeões do Revival. A imortalidade de Westmoreland é uma mentira, e eles fazem um tumulto. Ira encontra Susan morta na mansão quando sua falha (deficiência) está em estado crítico, o destino de Ira não está claro.                                                                              |              |                                            |                  |                                       |                      |                  |                             |
| 47 | 7            | "Gag or Throttle"                          | David Frazee     | Renée St. Cyr                         | 22 de julho de 2017  | 224086-46        | 0.278                       |
| Rachel volta para a ilha, reunindo-se com Coady depois de visitar as sepulturas de Susan e Ira. Embora que Westmoreland prometeu sua liberdade e a chamou de filha, ela ainda se sente como parte do experimento. Os flashbacks revelam que ela sempre lutou contra isso e nunca poderia obter aceitação como igual. Mark é trazido para a ilha depois de fazer um acordo com Coady para uma cura para o Castor, Gracie visita Helena. Westmoreland exige que Kira seja trazida para ele, e Rachel está horrorizada ao saber que seu novo olho tem uma câmera para deixá-lo ver e ouvir tudo o que ela faz. Alison retorna com um novo visual e atitude, Donnie fica chocado; Enquanto Cosima e Charlotte se apresentam para continuar a pesquisa sobre as origens de Westmoreland. Sarah lança o que está planejado para Kira e Cosima envia a identidade real de Westmoreland. Sarah envia um e-mail sobre isso para Rachel no Dyad, mas sabendo que Westmoreland está espionando, Rachel arranca seu olho eletrônico. Rachel droga Kira, mas envia uma mensagem de Art com a cabeça virada. Rachel usa um remendo de olho para libertar a Kira para sua família.                 |              |                                            |                  |                                       |                      |                  |                             |
| 48 | 8            | "Guillotines Decide"                       | Aaron Morton     | Aisha Porter-Christie & Graeme Manson | 29 de julho de 2017  | 224086-47        | 0.285                       |
| Ferdinand resgata Rachel do Dyad. Embora Sarah seja suspeita, Siobhan quer que todos se concentrem na abertura da amostra de arte de Felix naquela noite. Siobhan e Delphine revelam-se estarem trabalhando com Ferdinand como fonte. Seus esforços finalmente descobriram os objetivos finais da Neovolução, mas eles precisam de dados rígidos de Rachel para provar tudo e avisar o mundo. Ferdinand diz que ele e Rachel podem usar isso para chantagear os patrocinadores de Westmoreland e construir um império. Rachel o trai e dá os dados reais a Siobhan para derrubar a Neovolução; Delphine e Cosima carregam-no. Sarah, Alison e Cosima se tornam arte de performance posando como uma pessoa na amostra de Felix. Felix agradece a sua família por seu apoio, especialmente Siobhan por adotar ele e Sarah quando crianças. Enquanto isso, Gracie decide não trair Helena, mas os neovolucionistas rastreiam seu telefone, capturando Helena e a Detetive Engers mata Gracie. Ferdinand ataca Siobhan em sua casa e os dois se matam. Sarah sente a morte de Siobhan.                                                                                                 |              |                                            |                  |                                       |                      |                  |                             |
| 49 | 9            | "One Fettered Slave"                       | David Frazee     | Alex Levine                           | 5 de agosto de 2017  | 224086-48        | 0.305                       |
| Após o funeral de Siobhan, as irmãs percebem que Helena foi sequestrada e a Neovolução está tentando forçar o nascimento de seus gêmeos imediatamente. Os partidários de Westmoreland começaram a ser assassinados, mas Felix e Art conseguem obter informações com a ajuda de Rachel. Eles estão escondendo Helena na ala de asilo abandonada ao lado do prédio principal do Dyad. Sarah é levada até o detetive Engers enquanto disfarçada de Rachel. Mas Sarah é pega antes que ela possa matar Westmoreland / Mathieson. Enquanto isso, Coady segue ordens e eutanasia Mark, dando fim aos Castores. Helena corta seu pulso para morrer para que seus bebês não sejam abusados como ela. Helena é salva com o sangue de Sarah. Scott e seu amigo saem do Dyad para deixar Art dentro da velha ala. Helena mata Coady ao bater repetidamente sua cabeça. Antes que ela e Sarah possam escapar, a bolsa de Helena se rompe. |              |                                            |                  |                                       |                      |                  |                             |
| 50 | 10           | "To Right the Wrongs of Many"              | John Fawcett     | Renée St. Cyr & Graeme Manson         | 12 de agosto de 2017 | 224086-49        | 0.376                       |
| Art se infiltra, nocauteando Engers. Coady força Art para fazer o parto de Helena com uma arma, mas os dois trabalham juntos e finalmente matam Coady, enfiando um haste de metal no pescoço dela. Sarah luta e mata Westmoreland / Mathieson dizendo que as irmãs sobreviveram e evoluíram além dele. Sarah e Art ajudam Helena a entregar dois meninos gêmeos saudáveis. Meses depois, Helena está vivendo com os bebês na garagem Hendrix e as clones e seus aliados se encontram para o chá de bebê de Helena. Sem conflito deixado para se concentrar, Sarah sente o mesmo fracasso de uma mãe e quer correr de novo. Suas irmãs a acalmam, então fica feliz. Rachel se encontra com Felix para lhe dar a lista de todos as 274 Ledas no mundo. Embora não seja parte do grupo e sem seu elitismo, Rachel é livre. A jornada das irmãs termina quando Alison e Donnie desfrutam do casamento feliz; Charlotte é levada por Art; Helena nomeia seus bebês depois de Arthur e Donnie; Cosima e Delphine viajam pelo mundo curando todas as Ledas doentes; Sarah e Felix levam Kira para um dia na praia; a cena final da série é uma cena pacífica dentro da cozinha de Siobhan. |              |                                            |                  |                                       |                      |                  |                             |

## Audiência
| Temporada | Temporada | Ep. 1 | Ep. 2 | Ep. 3 | Ep. 4 | Ep. 5 | Ep. 6 | Ep. 7 | Ep. 8 | Ep. 9 | Ep. 10 |
| --------- | --------- | ----- | ----- | ----- | ----- | ----- | ----- | ----- | ----- | ----- | ------ |
|           | 1         | 684   | 409   | 350   | 361   | 327   | 340   | 280   | 367   | 253   | 376    |
|           | 2         | 620   | 718   | 450   | 484   | 510   | 541   | 497   | 576   | 613   | 538    |
|           | 3         | 535   | 420   | 443   | 406   | 460   | 393   | 372   | 522   | 401   | 428    |
|           | 4         | 229   | 271   | 242   | 218   | 223   | 248   | 258   | 245   | 291   | 235    |
|           | 5         | 278   | 225   | 208   | 277   | 271   | 236   | 278   | 285   | 305   | 376    |